# Kenneth Semakula
Kenneth Semakula, né le 4 novembre 2002 à Tororo, est un footballeur ougandais évoluant au poste de milieu défensif. Il joue actuellement pour le Club Africain, dans le championnat tunisien, et représente également l'équipe nationale ougandaise,.

## Biographie

### Jeunesse et formation
Kenneth Semakula est né à Tororo, une ville située dans l'est de l'Ouganda. Il a commencé à jouer au football dès l'âge de 7 ans avec la True Vine Soccer Academy. Par la suite, il a rejoint les équipes U14 et U17 du programme City Tyres , où il a été élu meilleur joueur régional à plusieurs reprises. Il s'est également distingué lors du tournoi national des Airtel Rising Stars, remportant le prix du meilleur joueur.
Sur le plan scolaire, Kenneth a étudié dans plusieurs établissements, dont la Rock View Primary School Tororo, le St. John's College Kawuga Mukono et le Jinja Secondary School, tout en poursuivant son développement sportif.

## Carrière

### Débuts professionnels
Kenneth Semakula a commencé sa carrière professionnelle avec le Busoga United FC lors de la saison 2020/21. En une saison, il a disputé 30 matchs et marqué 1 but, jouant principalement comme défenseur central.
En août 2021, il a rejoint le Villa SC, l'un des clubs les plus prestigieux d'Ouganda. Pendant son passage au SC Villa, il a disputé 55 matchs et inscrit 2 buts entre 2021 et 2024.

### Club Africain
Le 20 juillet 2024, Kenneth Semakula a signé un contrat avec le Club Africain, un club évoluant dans la Ligue I Pro tunisienne. Ce transfert marque une étape importante dans sa carrière internationale. Depuis son arrivée, il a joué 12 matchs avec le club tunisien,,.

### Carrière internationale
Semakula a fait ses débuts internationaux avec l'équipe U20 ougandaise lors du CECAFA U20 Championship 2019, organisé en Ouganda. En 2021, il a été convoqué pour la première fois avec l'équipe nationale senior, où il a depuis accumulé 19 sélections.

## Palmarès individuel
- Meilleur joueur U14 - Région Est (City Tyres).
- Meilleur joueur du tournoi national Airtel Rising Stars.